# DIN 7155
Die DIN-Norm DIN 7155 definierte in Teil 1 ISO-Passungen nach dem Passungssystem Einheitswelle, das heißt Passungen, deren Toleranzfeld grundsätzlich an der Nulllinie (Abweichungen vom Nennmaß gleich Null) beginnt.
Die Toleranzfelder von Außenpassflächen (z. B. Wellen) nach diesem Passungssystem werden mit dem Kleinbuchstaben h gekennzeichnet.
Eine Welle mit dem Toleranzfeld h (Einheitswelle) ergibt gepaart mit einer Bohrung mit dem Toleranzfeld A bis H eine Spielpassung, J bis N eine Übergangspassung (Spiel oder Übermaß) und P bis Z eine Presspassung (Übermaß).
Die Norm wurde zurückgezogen. Es wird die Anwendung der Norm ISO 286-1 empfohlen.